# チェシー・システム

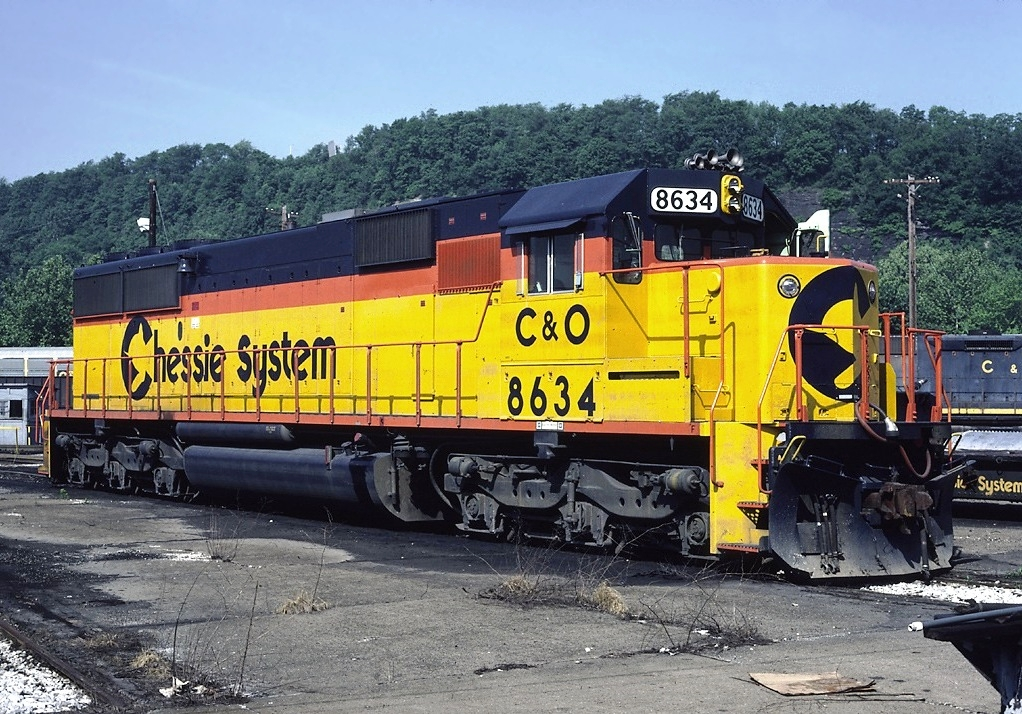
SD50形機関車（ペンシルベニア州コナーズビル）

チェシー・システム(The Chessie System)は、かつて1973年から1987年にかけて存在したアメリカ合衆国の鉄道の持株会社である。保有していた鉄道会社は、チェサピーク・アンド・オハイオ鉄道(C&O)、ボルチモア・アンド・オハイオ鉄道(B&O)、ボルチモア・アンド・オハイオ・シカゴ・ターミナル鉄道(B&OCT)、そしてウェスタン・メリーランド鉄道(WM)の4つであった。1980年に、持株会社シーボード・コースト・ライン・インダストリーと合併し、持株会社CSXコーポレーションとなり、保有していた鉄道はのちにCSXトランスポーテーションとなった。

## 歴史
持株会社の合併と、子会社である鉄道会社の合併時期が異なるものが多く、また持株会社が改称したのに子会社はそのままである時期があるなど、関係を把握するには注意が必要である。以下、1段インデント部分は、チェシー・システムまたは後継のCSXコーポレーションの子会社である鉄道会社に関する記述、2段インデント部分は、のちにチェシー・システムと合併するシーボード・コースト・ライン・インダストリーの子会社である鉄道会社に関する記述である。
- 1973年、チェシー・システムはサイラス・S・イートンとその後継者であるヘイズ・T・ワトキンス・ジュニアによってオハイオ州クリーブランドに設立された。この時点で保有している鉄道会社は前述4社である。ワトキンスは、のちに社長兼CEOに就任した。主な収入源は、ウェストバージニア州からチェサピーク湾方面への石炭輸送であった。
- 1980年、チェシー・システムはシーボード・コースト・ライン鉄道(SCL)やルイビル・アンド・ナッシュビル鉄道(L&N)の持株会社であったシーボード・コースト・ライン・インダストリーと合併し、持株会社CSXコーポレーションとなった。その際、本社をバージニア州リッチモンドに移転している（のち2003年にフロリダ州ジャクソンビルに移転、現在に至る）。
- 1982年12月29日、SCLとL&Nが合併し、シーボード・システム鉄道(SSR)となった。
- 1983年5月1日、B&OがWMを併合した。
- 1986年7月1日、SSRがCSXトランスポーテーション(CSXT)に改名した。
- 1987年4月30日、C&OがB&Oを併合した。
- 1987年8月31日、CSXTがC&Oを併合した。この時点で、チェシー・システムが保有していた鉄道は、すべてCSXTというひとつの会社に統合された。

## ロゴマーク
チェシー・システムのロゴマークには子猫が描かれている。この猫は「チェス・シー」(Ches-C)と呼ばれており、機関車の前頭部にも描いてある。チェシー・システム自身は機関車や車両を所有していなかったので、子会社である鉄道会社の機関車に、このロゴマークが鉄道会社名の略称(C&O、B&O、WM)とともに描かれている。

## チェシー・システムの有名な機関車
- B&O 1977号 (EMD GP40-2) - B&Oの創立150周年記念機関車。B&Oの設立は1827年であり、その150周年である1977年をロードナンバーとしている。
- B&O GM50号 (EMD GP40-2) - GM-EMDの創立50周年を記念して金色に塗装されていた。1984年に塗り直され、4164号となった。
- B&O 4444号 (EMD GP40-2) - 1984年にロナルド・レーガンが乗った大統領列車をオハイオまで牽引した。

チェシー・システムは、旧レディング鉄道の4-8-4形蒸気機関車、2101号を動態保存した。これはB&O創立150周年記念イベントからはじまったツアー、「チェシー・スチーム・スペシャル」で使用された。それ以前には、1975年から1976年にかけて全米本土48州をまわる建国200周年記念列車、アメリカン・フリーダム・トレインの牽引機としても使用された。この列車は、18両から20両の客車を3重連の蒸気機関車が牽引するもので、本機が1両目であり、2両の炭水車を連結していた。本機は1979年5月に扇形庫に保管中に火災に遭い、外見のみが修復されて現在ではボルチモアのB&O鉄道博物館に静態保存されている。